# Народный комиссариат просвещения РСФСР
Наро́дный комиссариа́т просвеще́ния РСФСР (сокр. Наркомпрос РСФСР, НКпрос, аббрев. НКП) — орган государственной власти РСФСР, контролировавший в 1920—1930-х годах практически все культурно-гуманитарные сферы: образование, науку, библиотечное дело, книгоиздательство, музеи, театры и кино, клубы, парки культуры и отдыха, охрану памятников архитектуры и культуры, творческие объединения, международные культурные связи и др.
В настоящее время государственное регулирование в данных областях осуществляют Министерство просвещения Российской Федерации и Министерство культуры Российской Федерации.

## История

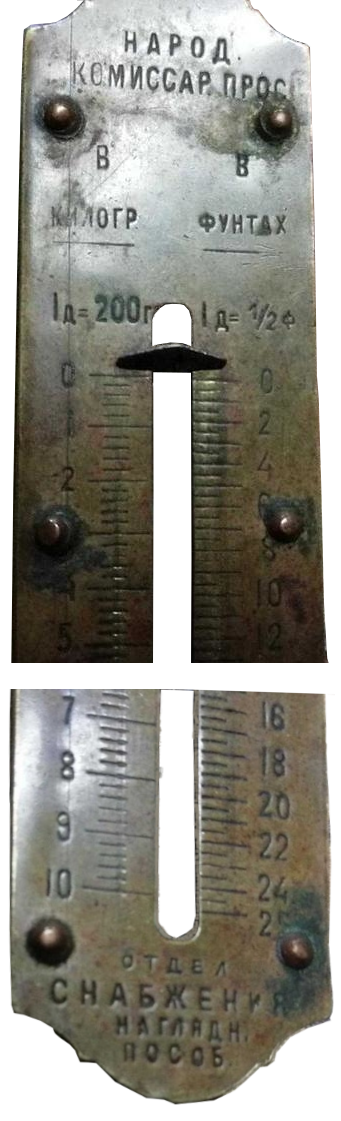
Пружинный безмен с максимальной грузоподъемностью 10 кг или 25 фунтов. Надпись вверху: «Народный комиссариат просвещения»; слева вверху «В килограммах 1 деление = 200 грамм»; вверху справа: «В фунтах 1 деление = 1/2 фунта». Внизу: «Отдел снабжения и наглядных пособий». Весы с двойной шкалой использовались как наглядное пособие для взвешивания и обучения населения при переходе от фунтов к килограммам, то есть от старой весовой системы в Российской империи к новой в СССР

А. В. Луначарский был назначен народным комиссаром просвещения в составе первого Совета народных комиссаров, созданного Вторым Всероссийским съездом Советов. 9 (22) ноября 1917 года совместным Декретом ВЦИК и СНК РСФСР была учреждена Государственная комиссия по народному просвещению. Согласно декрету, она должна была не управлять учебными и образовательными учреждениями, а «служить связью и помощницей организовать источники материальной, идейной и моральной поддержки муниципальным и частным, особенно же трудовым и классовым просветительным учреждениям в государственном масштабе».
Там же устанавливалось, что все «текущие дела должны пока идти своим чередом через Министерство народного просвещения», которое «должно играть роль исполнительного аппарата при Государственной Комиссии».
Таким образом, Министерство как руководящий орган, обладающий правительственными функциями, было ликвидировано и превращено в технический аппарат. Фактически Министерство и как технический аппарат в первые же дни после Октябрьской революции ликвидировалось вследствие саботажа со стороны почти всех специалистов и чиновников бывшего Министерства народного просвещения Российской империи.
Председателем комиссии был назначен нарком Луначарский; в её состав входили Н. К. Крупская, М. Н. Покровский, П. Н. Лепешинский и др.; секретарем комиссии был назначен Д. И. Лещенко.
26 (13) июня 1918 г. был опубликован декрет СНК за подписью В. И. Ленина, М. Н. Покровского и В. Д. Бонч-Бруевича «Положение об организации дела народного образования в Российской республике», более детально определивший функции Государственной Комиссии по просвещению и Наркомата просвещения. На неё возлагалось общее руководство делом народного образования в РСФСР и установление его общих принципов, объединение просветительной работы на местах, составление общегосударственной сметы и решение других принципиальных вопросов. Этим же декретом был существенно изменён и состав членов Комиссии: в неё вошли, наряду с руководящими работниками Наркомпроса, представители ВЦИКа, профсоюзов, ВСНХ, НКНаца и других центральных учреждений и организаций.
Народный комиссариат просвещения РСФСР (Наркомпрос) был сформирован 18 июня 1918 г.; заместителем А. В. Луначарского стал историк М. Н. Покровский. При этом Комиссия по просвещению реформировалась в выборно-представительный орган и сосредоточилась на вопросах развития народного образования.
15 марта 1946 года Наркомпрос был преобразован в Министерство просвещения РСФСР.

## Подразделения Наркомпроса
Согласно Декрету Совнаркома от 11 февраля 1921 г., Наркомпрос подразделялся на:
- Академический центр (в составе научной (Главнаука) и художественной секций, Главархива и Главмузея)
- Организационный центр
- Главное управление социального воспитания и политехнического образования детей до 15-ти лет (Главсоцвос)
- Главное управление профессионально-политехнических школ (с 15-ти лет) и высших учебных заведений (Главпрофобр)
- Главное внешкольное управление (Главполитпросвет)
- Главное управление государственным издательством (Госиздат)
- Совет по делам просвещения национальных меньшинств

Согласно Декрету об объединении театрального дела от августа 1919 года был добавлен
- Театральный отдел (ТЕО)

а с 27 августа 1919 года после принятия декрета о национализации кинодела в Советской России появляется
- Киноотдел (Госкино), в 1953 году перешедший в ведение Министерства Культуры СССР.

### Система народного просвещения и Наркомпрос
С первых дней своего функционирования Государственная Комиссия и Наркомпрос взяли курс на унификацию школьных заведений и централизацию управления деятельностью сети учреждений системы народного просвещения.
23 февраля 1918 г. было принято постановление о том, что все начальные, средние, высшие, открытые и закрытые, общеобразовательные и специальные учебные заведения, казённые, общественные и частные, числящиеся в различных ведомствах, переводятся в ведение Наркомпроса со всеми помещениями, имуществом и капиталами, находящимися в их пользовании, а также ассигновками и кредитами. Работа по воплощению в жизнь этого постановления завершилась дополнительным декретом от 5 июня 1918 г. о переходе учебных заведений в ведение Наркомпроса. Согласно одному из положений этого декрета, все кредиты из казны, отпускавшиеся по сметам и штатам всех ведомств на нужды народного образования, теперь перечислялись в смету Наркомпроса.
26 июня 1918 г. было опубликовано положение об организации дела народного образования в Российской республике. В нём указывалось, что на местах руководство делом народного образования (дошкольного, школьного и внешкольного), за исключением высшего, ведают Отделы народного образования, образуемые при исполкомах областных, губернских, уездных и волостных Советов Рабочих и Крестьянских депутатов.

### Научная политика и Государственный учёный совет
Вопросы научной политики в Наркомпросе РСФСР с момента его основания курировал замнаркома Покровский:

В комиссариате просвещения есть два — и только два — товарища с заданиями исключительного свойства. Это — нарком, т. Луначарский, осуществляющий общее руководство, и заместитель, т. Покровский, осуществляющий руководство, во-первых, как заместитель наркома, во-вторых, как обязательный советник (и руководитель) по вопросам научным, по вопросам марксизма вообще.— Владимир Ленин
С этой целью при Наркомпросе в 1919 был основан Государственный учёный совет (ГУС) — руководящий научно-методический орган Наркомпроса РСФСР, ведавший осуществлением политики государства в области науки, искусства, образования и социалистического воспитания. Организован и возглавлялся М. Н. Покровским, после его смерти ликвидирован Постановлением ВЦИК и СНК РСФСР от 19 сентября 1933 г.

### Литературно-издательский отдел Наркомпроса
ЛИО Наркомпроса был создан декретом ВЦИК в ноябре 1917 года в качестве государственного издательства. Заведующим был назначен П. Лебедев-Полянский. В литературно-художественную комиссию входили А. Блок, П. Керженцев, А. Серафимович. После переезда правительства в Москву в марте 1918 года в комиссию вошли В. Брюсов, В. Вересаев, И. Грабарь.
Основной задачей ЛИО было издание русской классики. Вышли сочинения Чернышевского, Тургенева, начали выходить собрания сочинений Пушкина, Герцена, изданы отдельные книги Белинского, Гоголя, Гончарова, Достоевского, Жуковского, Кольцова, Крылова, Никитина, Помяловского, Салтыкова-Щедрина, Успенского, Чехова, Толстого; всего 115 книг.
В конце 1919 года ЛИО был упразднён в связи с организацией при Наркомпросе Госиздата РСФСР.

### Литературный отдел Наркомпроса
ЛИТО  Наркомпроса был создан в декабре 1919 года решением Коллегии. Его задачей было оказывать поддержку «живым литературным силам, литературно-художественным группам, союзам, клубам и кружкам, стремясь использовать их в интересах литературного просвещения трудового народа», а также выявлять «скрытые в народе литературные дарования». Включал академический, художественный, пропагандистский и литературно-издательский подотделы. Во главе ЛИТО стоял сначала Луначарский (1919—1920), затем Брюсов (1920) и Серафимович (с января 1921). В феврале 1921 года вошёл в Главный художественный комитет Академического центра Наркомпроса (в это время имел неофициальное название «академический ЛИТО»). В начале 1922 года преобразован в Институт художественной литературы и критики, в марте того же года переданный в литературную секцию ГАХН.

### Отдел изобразительных искусств Наркомпроса
Отдел изобразительных искусств (ИЗО) был утверждён постановлением Государственной комиссии по просвещению 28 мая 1918 г. Ещё ранее, 29 января 1918 г., постановлением Наркомпроса был утверждён заведующим ИЗО художник Д. П. Штеренберг. В художественную коллегию отдела входили: Д. П. Штеренберг, Н. И. Альтман, П. К. Ваулин, А. Е. Карев, А. Т. Матвеев, Н. Н. Пунин, С. В. Чехонин, Г. С. Ятманов. Позднее в коллегию были включены архитекторы (петроградский подотдел) — Л. А. Ильин, А. Е. Белогруд, В. И. Дубенецкий, Л. В. Руднев, Э. Я. Штальберг, В. А. Щуко, (московский подотдел) — И. В. Жолтовский, С. В. Ноаковский, А. В. Щусев и художники В. Д. Баранов-Россинэ, И. С. Школьник, В. В. Маяковский, О. М. Брик.
В 1919—1920 годах при отделе ИЗО работал Живскульптарх (первоначально — Синскульптарх) — комиссия живописно-скульптурно-архитектурного синтеза, ставшая первым новаторским объединением архитекторов в Советской России.

### Театральный отдел (ТЕО) Наркомпроса
В январе 1918 года был создан театральный отдел Народного комиссариата просвещения РСФСР — TEO Наркомпроса, окончательное оформление получил в августе 1919 года, по подписании В. И. Лениным Декрета «Об объединении театрального дела». ТЕО был организован для максимально централизированного руководства театральным делом, активно боролся за создание нового революционного театра, нового репертуара, за освоение культурного наследия прошлого в рамках господствующей идеологии настоящего. «Прежде, до революции, — так мне говорили в так называемом ТЕО, то есть в Театральном отделе, — во всей России было восемьдесят два театра; теперь в одной Москве одних красноармейских полтораста. Да, если искусство состоит в количестве, можно сказать, что драматическое искусство в советской России процветает…». В состав ТЕО входили историко-теоретическая, репертуарная, режиссёрская, педагогическая секции. ТЕО организовывал лекции и диспуты, рассылал рекомендательные списки лучших драматических произведений, занимался учётом и охраной частных театральных библиотек, музеев и коллекций. Указами Ленина в ведение ТЕО были переданы Театральный музей им. А. А. Бахрушина в Москве (в феврале 1919 года) и Институт истории искусств в Петрограде (в 1920 году). ТЕО возглавляли А. В. Луначарский,  заведующим ТЕО стал В. Э. Мейерхольд, режиссерской секцией ТЕО руководил Е. Б. Вахтангов и другие. «Мейерхольд, который в „александринские“ времена ходил во фраке и белых перчатках, теперь заменил фрак косовороткой, а белые перчатки черными ногтями. Этот политический фигляр, сатанинской пляской прошедшийся по русской сцене, теперь завершал своё дело разрушения. Он заявил, что (…) театр есть коммунистический фронт…». В 1920 году ТЕО был реорганизован, часть его функций передали Управлению академических театрами, которым руководила Е. К. Малиновская, другую часть — Главполитпросвету.

## Реформы Наркомпроса РСФСР
- 1933 г.: О реорганизации Наркомпроса РСФСР. Постановление ВЦИК, СНК РСФСР от 19.09.1933

## Оценка деятельности
Условия времени, отсутствие опыта, а также большой объём нечётко поставленных задач привели к тому, что деятельность Наркомпроса носила стихийный характер и имела громоздкую организационную структуру (в его составе было более 400 административных подразделений). Вместе с тем, в связи с важностью задач, поставленных перед этой организацией, её деятельности уделяли много внимания Коммунистическая партия и лично В. И. Ленин. В декабре 1920 г. — январе 1921 г. партийное совещание по вопросам народного образования приняло ряд важных решений по основным проблемам высшей школы (о реформе высшей школы, о рабочих факультетах, о подготовке преподавателей вузов по обществоведению и др.), а также постановление о реорганизации Наркомпроса. Новое Положение о работе Наркомпроса (утверждено Декретом СНК 11 февраля 1921) разрабатывалось по решению Пленума ЦК РКП(б) комиссией во главе с Лениным.
Наркомпрос сыграл важную роль в спасении культурного наследия в годы войны и разрухи.
В 1929 г. А. В. Луначарский освобождён от обязанностей Народного комиссара, его сменил А. С. Бубнов, проводивший жёсткую административную линию.

## Руководители (Народные комиссары)
1. Луначарский, Анатолий Васильевич (1917—1929)
2. Бубнов, Андрей Сергеевич (1929—1937)
3. Тюркин, Пётр Андреевич (1937—1940)
4. Потёмкин, Владимир Петрович (1940—1946)

## Архивы организации
- Путеводитель по архивам Наркомпроса РСФСР: Министерство просвещения РСФСР (1917-1988) и подведомственные учреждения
- Путеводитель по архивам учебных, научных и административно-правительственных заведений и учреждений в собраниях архивов г. Москвы и области: Мосархив: Просвещение. Народное образование